# Oligoclona chrysolopha
Oligoclona chrysolopha är en fjärilsart som beskrevs av Vincenz Kollar 1844. Oligoclona chrysolopha ingår i släktet Oligoclona och familjen tandspinnare. Inga underarter finns listade i Catalogue of Life.